# سانتیاگو مارتین پرادو
سانتیاگو مارتین پرادو (انگلیسی: Santiago Martín Prado؛ زادهٔ ۲۱ مارس ۱۹۵۵) بازیکن فوتبال است.
از باشگاه‌هایی که در آن بازی کرده‌است می‌توان به باشگاه فوتبال اتلتیکو مادرید بی اشاره کرد.